# Portmahomack

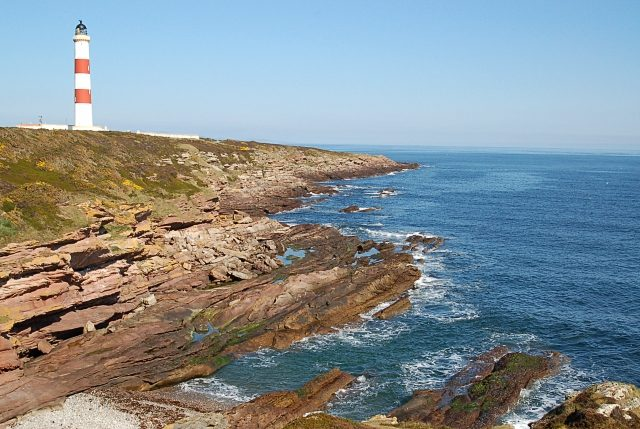
Il Faro di Tarbat Ness, nei pressi di Portmahomack

Portmahomack (in gaelico scozzese: Port Mo Chalmaig; it.: Porto del Mio [Santo] Colmoc) è un villaggio di pescatori sul Mare del Nord della Scozia nord-orientale, affacciato sul Moray Firth e situato nella penisola di Tarbat e facente parte - dal punto di vista amministrativo - della parrocchia civile di Tarbat, nell'area di Easter Ross (contea di Ross and Cromarty, nell'Highland).

## Geografia fisica
Portmahomack si trova tra le località di Dornoch e Cromarty (rispettivamente a sud-est della prima e a nord-est della seconda), a circa 65 km a nord-est di Inverness.

## Storia
Le prime tracce di frequentazione umana risalgono al 2000-1000 a.C. (cumuli di conchiglie) 
I resti di un broch dell'età del ferro si trovano poco ad ovest del villaggio.
Elaborate pietre incise con simboli cristiani (di cui una recante un'iscrizione) risalenti all'VIII-IX sec. e ritrovate nel cimitero, suggeriscono che il sito fosse sede di una importante antica chiesa nel VI-VII sec.
Nel 1822 il reverendo Grant descrisse una struttura vicino Port a' Chaistell (it.: "Porto del Castello") come  "un bello spiazzo di una fortificazione di 100 passi per lato". Nel 1949 l'archeologo O.G.S. Crawford ipotizzò che il sito potesse essere un accampamento romano, sebbene non visitò il sito e non furono trovate tracce di un insediamento romano in seguito.
Il villaggio sorse grazie alla creazione di un priorato da parte di San Colmac.
Il monastero, uno dei primi fondati dai Pitti, fu costruito nel 550 e fu distrutto da un incendio verso l'800.
Indagini recenti sull'antico fossato attorno al monastero hanno restituito materiale organico datato tra il 140 e il 590: l'area all'interno del fossato potrebbe essere stato un "insediamento , centro produttivo e/o un polo comunitario dei Pitti", collegato al potenziale forte romano di Port a Chaistell.
Sul luogo fu poi costruita una chiesa nel 1255. Questa chiesa fu rimpiazzata nel 1756 dall'Old Tarbat Parish Church.
Intorno agli anni trenta del XIX secolo la località conobbe il suo periodo più fiorente come villaggio di pescatori.

## Luoghi d'interesse
- Faro di Tarbat Ness
- Ballone Castle